# Julius Blau

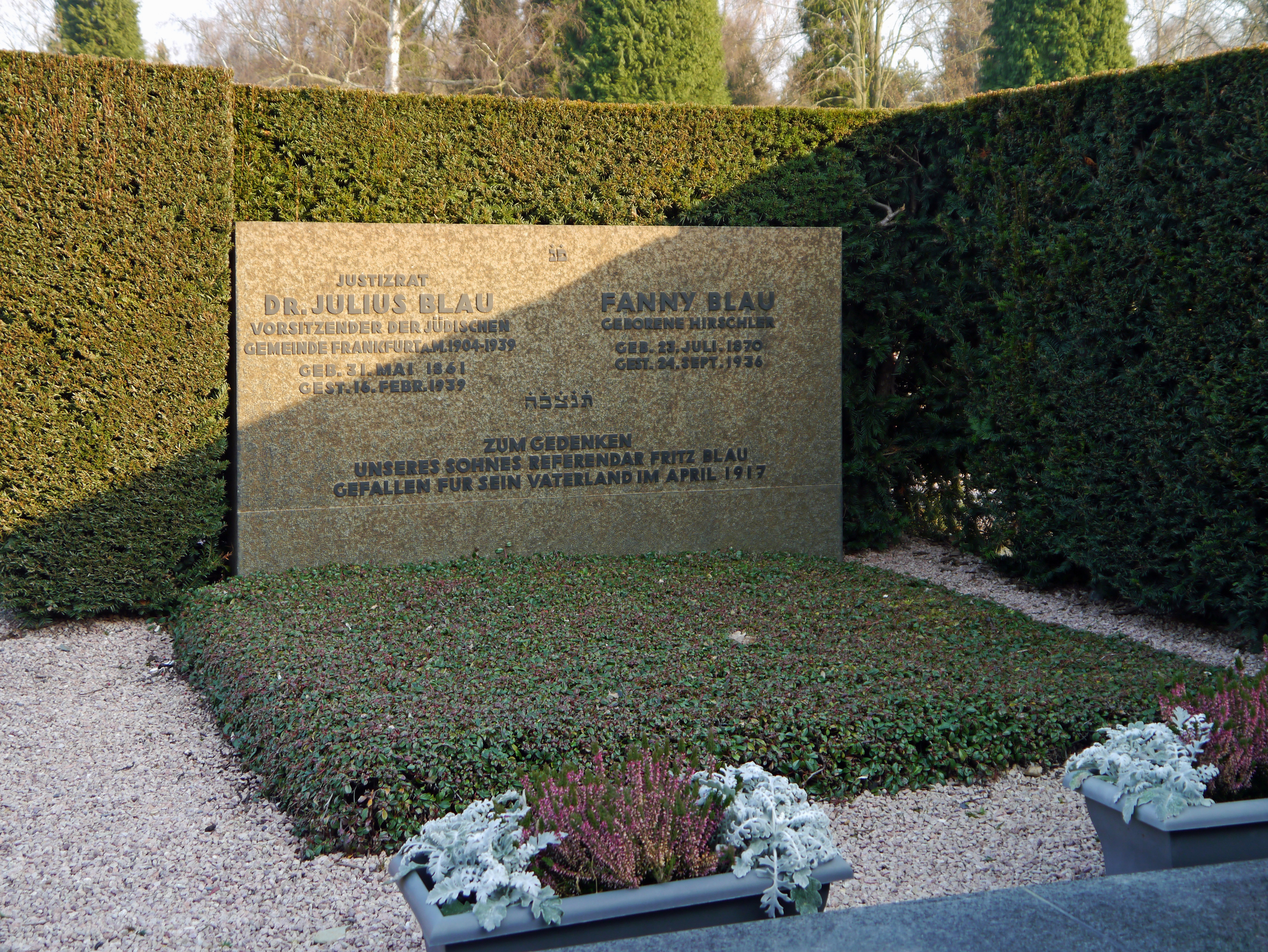
Grabstelle auf dem Jüdischen Friedhof an der Eckenheimer Landstraße in Frankfurt

Julius Blau (* 31. Mai 1861 in Pleschen, Provinz Posen; † 16. Februar 1939 in Frankfurt am Main) war ein jüdischer deutscher Rechtsanwalt und Notar.

## Leben und Werk
Blau studierte Rechtswissenschaft an der Universität Leipzig und wurde 1880 Mitglied der dortigen Burschenschaft Arminia. Er war bereits als Referendar nach Frankfurt gekommen, wo er 1890 als Rechtsanwalt am Landgericht zugelassen wurde. 1908 wurde er zum Justizrat ernannt, 1920 zum Notar.
Blau betätigte sich schon früh in jüdischen Vereinigungen. Mit Fritz Auerbach und anderen gründete er den Freisinnigen Verein für jüdisches Gemeindeleben, wurde 1900 in den Vorstand des jüdischen Gemeindeausschusses gewählt. Von 1903 bis 1939 führte er den Vorsitz im Vorstand der Israelitischen Gemeinde.
Hier konnte er aktiv an der Entwicklung der jüdischen Gemeinde in Frankfurt mitwirken. Die Erbauung der Westendsynagoge, der Neubau des Philanthropin  sowie eines neuen Krankenhauses, die Erstellung des neuen Friedhofes, die Erweiterung der Börneplatzsynagoge und der Umzug der Gemeindeverwaltung in das ehemalige Bankhaus Rothschild in der Fahrgasse bildeten Marksteine seiner Tätigkeit.
Die Änderung der Gemeindeverfassung, die Neuorganisation des schulischen Religionsunterrichts, die Schaffung einer liberalen Kultuskommission, ein mustergültiger Ausbau der rituellen Anstalten, die Begründung von Gemeindebibliothek und Museum, die Einbeziehung der Jugendfürsorge in die Gemeindearbeit sind weitere Tätigkeitsfelder, in denen er sich engagierte.
Julius Blaus Wirkungskreis spannte sich aber noch weiter und umfasste die einflussreiche Tätigkeit in zahlreichen jüdischen Hilfsorganisationen, welche vielen Glaubensgenossen in Deutschland und im Ausland gerade während der Zeit des Nationalsozialismus beigestanden haben. Auch als Mitglied im Verwaltungsrat der Jewish Colonization Association leistete Blau seit 1903 Maßgebliches auf den Gebieten Siedlungs-, Ein- und Auswanderungswesen.
Noch kurz vor seinem Tode hatte er Beratungen mit Hilfsstellen in Paris geführt.
Bei den Novemberpogromen 1938 wurde sein Anwesen im Reichenbachweg in Falkenstein – heute ein Stadtteil von Königstein im Taunus – angezündet. In der Dokumentation der Stadt heißt es hierzu: …wurde die Feuerwehr durch anwesende Zivilisten von den Löscharbeiten abgehalten, die aber nicht erkannt wurden.